# Bianca Gelli
Bianca Rosa Gelli (Lecce, 11 dicembre 1933 – Lecce, 24 luglio 2023) è stata una politica e psicoterapeuta italiana.

## Biografia
Laureata in medicina e chirurgia presso l'Università degli studi di Bari, specializzata in psichiatria e neurologia, Bianca Gelli intraprese la professione di docente universitaria e psicoterapeuta. Nel 1969 ottenne le funzioni di primario psicologo presso l'OPIS di Lecce. Nel corso della sua vita professionale, si interessò particolarmente alla psicologia di comunità e alla condizione femminile. Sul finire degli anni settanta fu fondatrice e dirigente del servizio di salute mentale in seno alla ASL di Taranto.
In occasione delle elezioni politiche del 1983 figurò tra i candidati per la Camera dei deputati nella circoscrizione Lecce-Brindisi-Taranto, all'interno delle liste del Partito Comunista Italiano. Inizialmente prima dei non eletti, divenne deputata in seguito alla rinuncia al seggio di Gerardo Chiaromonte, eletto al Senato e la sua elezione venne convalidata il 12 luglio del 1983. Fu assegnata alla commissione igiene e sanità pubblica, per poi passare alla commissione istruzione. Nella tornata elettorale del 1987 venne rieletta deputata con il PCI e ottenne la vicepresidenza della commissione istruzione, che mantenne fino al termine della legislatura. In questa veste, fu un'accanita sostenitrice dell'inserimento dell'educazione sessuale nei programmi scolastici. Non fu candidata alle elezioni del 1992 e lasciò il seggio dopo dieci anni di permanenza a Montecitorio.
In seguito ottenne una cattedra come docente ordinario di psicologia sociale presso l'Università del Salento, dove fondò il Centro Studi Osservatorio Donna.

## Opere
- Bianca Rosa Gelli, Il complesso di Edipo e la genesi del super-io, Lecce, Università degli Studi di Lecce, 1971.
- Bianca R. Gelli, Caro Bupi, cara Schnuppi... Educazione sessuale agli inizi del secolo: Freud e la società psicoanalitica viennese, Lou Andreas Salome e Frank Wedekind, Manduria, Piero Lacaita, 1992.
- Bianca R. Gelli, Per un'etica della sessualità e dei sentimenti: informazione-educazione sessuale a scuola (prefazione di Willy Pasini), Roma, Editori Riuniti, 1992.
- Caterina Arcidiacono e Bianca R. Gelli (a cura di), Psicologia di comunità ed educazione sessuale: verso un modello di educazione socioaffettiva-sessuale, Milano, FrancoAngeli, 1994, ISBN 9788820481599.
- Caterina Arcidiacono, Bianca Gelli e Anna Putton (a cura di), Empowerment sociale. Il futuro della solidarietà: modelli di psicologia di comunità, Milano, FrancoAngeli, 1996, ISBN 9788820499532.
- Bianca R. Gelli e Terri Mannarini, Il mentoring: uno strumento contro la dispersione scolastica, Roma, Carocci, 1999, ISBN 9788843014781.
- Bianca R. Gelli (a cura di), Comunità, rete, arcipelago: metafore del vivere sociale, Roma, Carocci, 2002, ISBN 9788843021031.
- Bianca Gelli, Il femminismo nell'Università, a cura di Terri Mannarini, Milano, FrancoAngeli, 2002.
- Bianca Gelli, Il maschilismo nell'Università, a cura di Rita D'Amico, Milano, FrancoAngeli, 2002.
- Bianca R. Gelli, Rita D'Amico e Terri Mannarini, L'università delle donne: saperi a confronto, Milano, FrancoAngeli, 2002, ISBN 978-8846435057.
- Bianca R. Gelli (a cura di), Voci di donne: discorsi sul genere, Lecce, Manni, 2002, ISBN 9788881763238.
- Bianca Gelli e Terri Mannarini, La comunità universitaria: studi di psicologia di comunità, Milano, Unicopli, 2004, ISBN 9788840009346.
- Bianca Rosa Gelli, Gioacchino Lavanco e Monica Mandalà (a cura di), Essere donne al tempo delle nuove tecnologie: psicologia di comunità ed empowerment, Milano, FrancoAngeli, 2007, ISBN 9788846485069.
- Bianca R. Gelli (a cura di), Le nuove forme della partecipazione: un approccio interdisciplinare, Roma, Carocci, 2007, ISBN 9788843042425.
- Bianca Gelli e Terri Mannarini (a cura di), La partecipazione: modi e percorsi: dai papa boys ai no global, Milano, Unicopli, 2007, ISBN 9788840011752.
- Bianca Gelli, Psicologia della differenza di genere: soggettività femminili tra vecchi pregiudizi e nuova cultura, Milano, FrancoAngeli, 2009, ISBN 9788856800999.
- Bianca Gelli, Terri Mannarini e Cosimo Talò, Perdere vincendo: dal successo delle primarie 2012 all'impasse post-elettorale, Milano, FrancoAngeli, 2013, ISBN 9788820455095.